# Утва 65
Утва 65 или Утва 65 привредник је авион једносед, са клипним мотором, којег је произвела Фабрика авиона из Панчева (бивша СФРЈ, данас Србија). Утва-65 Привредник је цивилни авион који се користио за пољопривредне радове.

## Пројектовање и развој
Утва-65 је нискокрилац са фиксним стајним трапом који се не може увлачити. Покреће га један шестоцилиндрични Ликоминг (енгл. Lycoming) GO-480-B1A6 мотор који може развити брзину од 235 km/h. Авион су пројектовали Утвини инжењери Б. Николић, М. Дабиновић и С. Цотић а први пут је полетео 1965. Пилотска кабина је издигнута због боље прегледности (видљивости) и већег унутрашњег простора, а крила су појачана спајањем са трупом помоћу упорница са горње стране крила.
Две године касније 1967. је развијена и снажнија верзија авиона Утва-67 Привредник 2. Имала је редизајнирани труп, већи капацитет за ношење различитих средстава и нови Ликоминг осмоцилиндрични IO-720-A1A мотор са максималном брзином од 284 km/h. Утва-65 је углавном летела у различитим пољопривредним авијацијским задругама, а коришћена је за запрашивање поља и комараца. Данас више ниједан авион овог типа није у употреби. Последњи од укупно 66 произведених апарата повучен је из употребе 1986. године.

## Технички опис
Труп авиона Утва-65 је имао структуру од заварених челичних цеви, а оплата је била од алуминијумског лима. Кокпит пилота је био високо постављен у трупу авиона, што је омогућавало веома добру прегледност пилоту и повећао простор у трупу авиона за смештај хемикалија. Кабина пилота је била потпуно застакљена што је омогућавало добру прегледност и заштиту пилота од утицаја ваздушне струје и хемикалија. Резервоар за ђубриво или хемикалије, смештен у трупу авиона, имао је запремину од 0.75, кубних метара. Резервоар за хемикалије је направљен од стаклопластике чиме је отклоњен штетан утицај хемикалија на челичну структуру авиона.
У авионе Утва 65 су уграђиване три врсте мотора, то су све били Lycoming шестоцилиндрични боксер мотори са ваздушним хлађењем: GO- 480 B1А6 снаге 270 KS (200 kW), GO- 480 G1А6 снаге 295 KS (219 kW) и IO-540 K1A5 снаге 300 KS (223 kW).
Године 1973. пројектована је и направљена модификована верзија овог авиона названа Утва-65 Супер Привредник са мотором IO-540 A1A снаге 350 KS (260 kW), којих је направљено свега 10 примерака.
Крила су у суштини идентични онима које је имао висококрилац УТВА-60, са појачаним кореном крила и потпуно металне конструкције. Реп авиона је био такође као код авиона Утва-60, потпуно металне конструкције и нешто повећаних површина. Авион Утва-65 је био једноседи, једномоторни нискокрилац са подупртим крилима са горње стране. Систем за растурање хемикалија је имао распоређене дизне на излазној ивици крила.
Стајни трап је фиксан, класичан са неувлачећим ногама. На предњим ногама се налазе нископритисне гуме које добро подносе лоше припремљене полетно слетне писте. Испод репа се налази неувлачећи трећи точак.

### Варијанте авиона Утва-65
- Утва 65 Привредник GO - са мотором coming GO-480 снаге 270 / 295 КS.
- Утва 65 Привредник IO - са мотором Lycoming IO-540 снаге 300 КS.
- Утва 65 Супер Привредник 350- са мотором Lycoming IO-540 A1A снаге 350 КS.

## Технички подаци
| Типови            | Утва-65 GO                                                                            | Утва-65 IO                                                                       | Утва-65 S                                                                            |
| ----------------- | ------------------------------------------------------------------------------------- | -------------------------------------------------------------------------------- | ------------------------------------------------------------------------------------ |
| Посада            | 1                                                                                     | 1                                                                                | 1                                                                                    |
| Дужина авиона     | 8,46 m                                                                                | 8,46 m                                                                           | 8,65 m                                                                               |
| Размах крила      | 12,22 m                                                                               | 12,22 m                                                                          | 12,95 m                                                                              |
| Висина авиона     | 2,60 m                                                                                | 2,60 m                                                                           | 2,60 m                                                                               |
| Површина крила    | 19,50 m²                                                                              | 19,50 m²                                                                         | 20,53 m                                                                              |
| Аеро профил       | NACA 4412                                                                             | NACA 4412                                                                        | NACA 4412                                                                            |
| Оптерећење крила  | 94,87 kg/m²                                                                           | 93,79 kg/m²                                                                      | 101,31 kg/m²                                                                         |
| Оптерећење мотора | 9,02 kg/KS                                                                            | 8,31 kg/KS                                                                       | 9,94 kg/KS                                                                           |
| Маса празног      | 1.115 kg                                                                              | 1.043 kg                                                                         | 1.170 kg                                                                             |
| Полетна маса      | 1.850 kg                                                                              | 1.829 kg                                                                         | 2.080 kg                                                                             |
| Максимална брзина | 176 km/h                                                                              | 182 km/h                                                                         | 185 km/h                                                                             |
| Брзина пењања     | 2,35 m/s                                                                              | 1,90 m/s                                                                         | 2,20 m/s                                                                             |
| Плафон лета       | 4.800 m                                                                               | 4.800 m                                                                          | 4.000 m                                                                              |
| max. Долет        | 810 km                                                                                | 620 km                                                                           | 407 km                                                                               |
| Погонска група    | 1 × 6.цилиндрични клипни мотор Lycoming GO-480 G1A6 са елисом Hartzell HC-B3Z20-101-5 | 1 × 6.цилиндрични клипни мотор Lycoming IO-540 K1A5 са елисом Hartzell HC-C2ZF-1 | 1 × 6.цилиндрични клипни мотор Lycoming GO-540 А1A са елисом Hartzell HC-B3Z20-101-5 |
| Снага             | 205 kW (280 KS)                                                                       | 220 kW (220 KS)                                                                  | 257 kW (350 KS)                                                                      |

Подаци у табели су пренети из књиге: Бранислав Николић, На сопственим крилима, Штампарија Топаловић, Ваљево. 2009.  978-86-912401-0-3.

## Корисници
- Алжир
- Бугарска
- Индија
- Југославија
- Судан
- Турска

## Оперативно коришћење
Укупно је произведено 66 авиона Утва-65 свих типова и они су углавном коришћени у привредној авијацији ЈАТ-а као пољопривредни авиони за прихрањивање вештачким ђубривом великих површина, затим за прскање хемикалијама у циљу заштите од штетних инсеката као и за прскање противу комараца. Два авиона су служила у Привредној авијацији у Осијеку а 5 авиона је од 1968. године коришћено у Алжиру за сличне потребе. Осам ових авиона је извезено у Турску а четири у Индију, два у Бугарску и два у Судан.
Авион Утва 65 се у току експлоатације показао као веома добар и економичан и у употреби је био све до 1986. године када је повучен, значи коришћен је скоро 20 година.

## Сачувани примерак авиона Утва-65
Сачуван је један примерак овог авиона и то као музејски експонат. Музеј је 1986. године од Привредне авијације Вршац преузео авион Утва-65S Супер привредник (регистрација YU-BKI, фабрички број 0736), који је био последњи авион овог типа који се користио и уврстио га у сталну музејску поставку, тако да се може видети у Музеју ваздухопловства у Београду на аеродрому "Никола Тесла".